# Дмитревский, Георгий Александрович
Георгий Александрович Дмитре́вский (3 марта (22 марта) 1900 год — 2 декабря 1953) — российский хоровой дирижёр, педагог и общественный деятель. Заслуженный деятель искусств РСФСР (1946).

## Биография
В 1929 году окончил Московскую консерваторию у А. В. Александрова (хоровое дирижирование), затем, в 1929—1931 годах, занимался в аспирантуре у H. M. Данилина. Теоретические предметы изучал также у Б. Л. Яворского и M. M. Ипполитова-Иванова. С 1918 года началась самостоятельная педагогическая работа. Сначала был руководителем музыкальной студии при заводском клубе. С 1920 года преподавал в Музыкальном техникуме имени Красной Пресни, а в 1930—1944 годах — в Московской консерватории: с 1939 года — профессор, в 1936—1940 годах — декан, в 1941—1943 годах — заведующий кафедрой хорового дирижирования, а в 1942—1944 годах — заместитель директора). В 1935—1936 годах — художественный руководитель капеллы Московской филармонии. В 1941—1942 годах — художественный руководитель хора Украинского радиокомитета. С 1945 года — профессор и заведующий кафедрой хорового дирижирования Ленинградской консерватории, и одновременно, с 1944 года — художественный руководитель и педагог хорового училища при Ленинградской академической капелле им. М. И. Глинки. Среди учеников: К. Б. Птица, В. Г. Соколов, А. С. Ленский, Г. М. Сандлер, Ю. М. Славнитский, С. Г. Эйдинов и другие.
Автор обработок и переложений различных произведений для хора a cappella, («Горные вершины» Рубинштейна, «Грезы» Бородина и других).

## Сочинения
- Хороведение и управление хором. — М.-Л., 1948, М., 1957.
- Хрестоматия по хоровому дирижированию. — М., 1953.
- Элементарный курс для музыкальных училищ и кружков самодеятельности.

## Награды
- Заслуженный деятель искусств РСФСР (1946)